# 고우치촌 (미에현)
고우치촌(河内村)은 미에현 아노군에 설치되었던 촌이다. 현재의 쓰시에 해당한다.